# Кавчиці
Кавчиці (пол. Kawczyce) — село в Польщі, у гміні Бусько-Здруй Буського повіту Свентокшиського воєводства.
Населення — 131 особа (2011).
У 1975-1998 роках село належало до Келецького воєводства.

## Демографія
Демографічна структура на день 31 березня 2011 року:
|          | Загалом | Допрацездатний вік | Працездатний вік | Постпрацездатний вік |
| -------- | ------- | ------------------ | ---------------- | -------------------- |
| Чоловіки | 67      | 16                 | 42               | 9                    |
| Жінки    | 64      | 11                 | 40               | 13                   |
| Разом    | 131     | 27                 | 82               | 22                   |